# ماسي حضرتي
ماسي حضرتي (بالفارسية: ماسی حضرتی) هي قرية تقع في قسم تشناران الريفي (مقاطعة تشناران) في إيران.